# Clotilde Milanollo

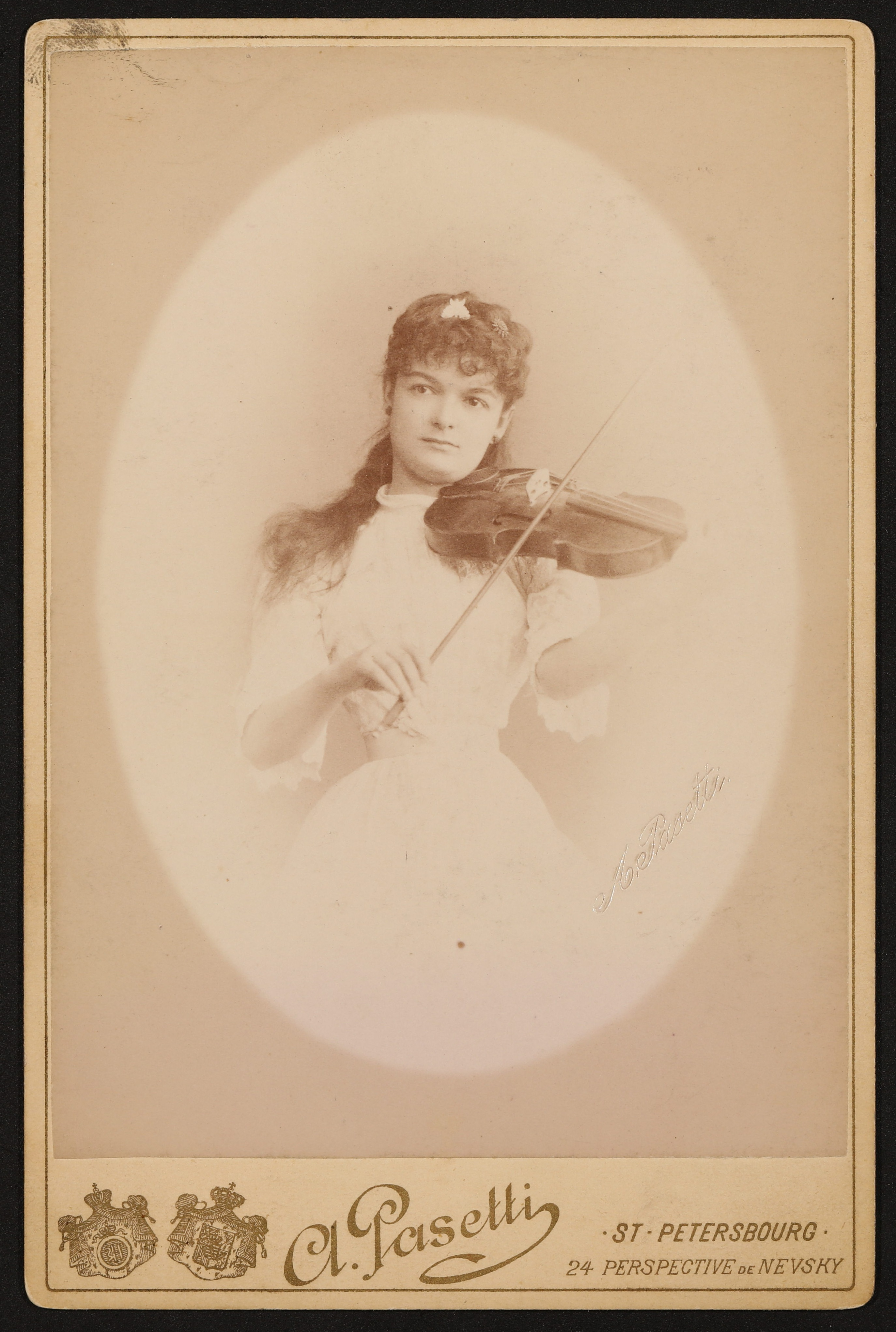
Clotilde Milanollo als junge Frau, Foto von Anacleto Pasetti, Sankt Petersburg

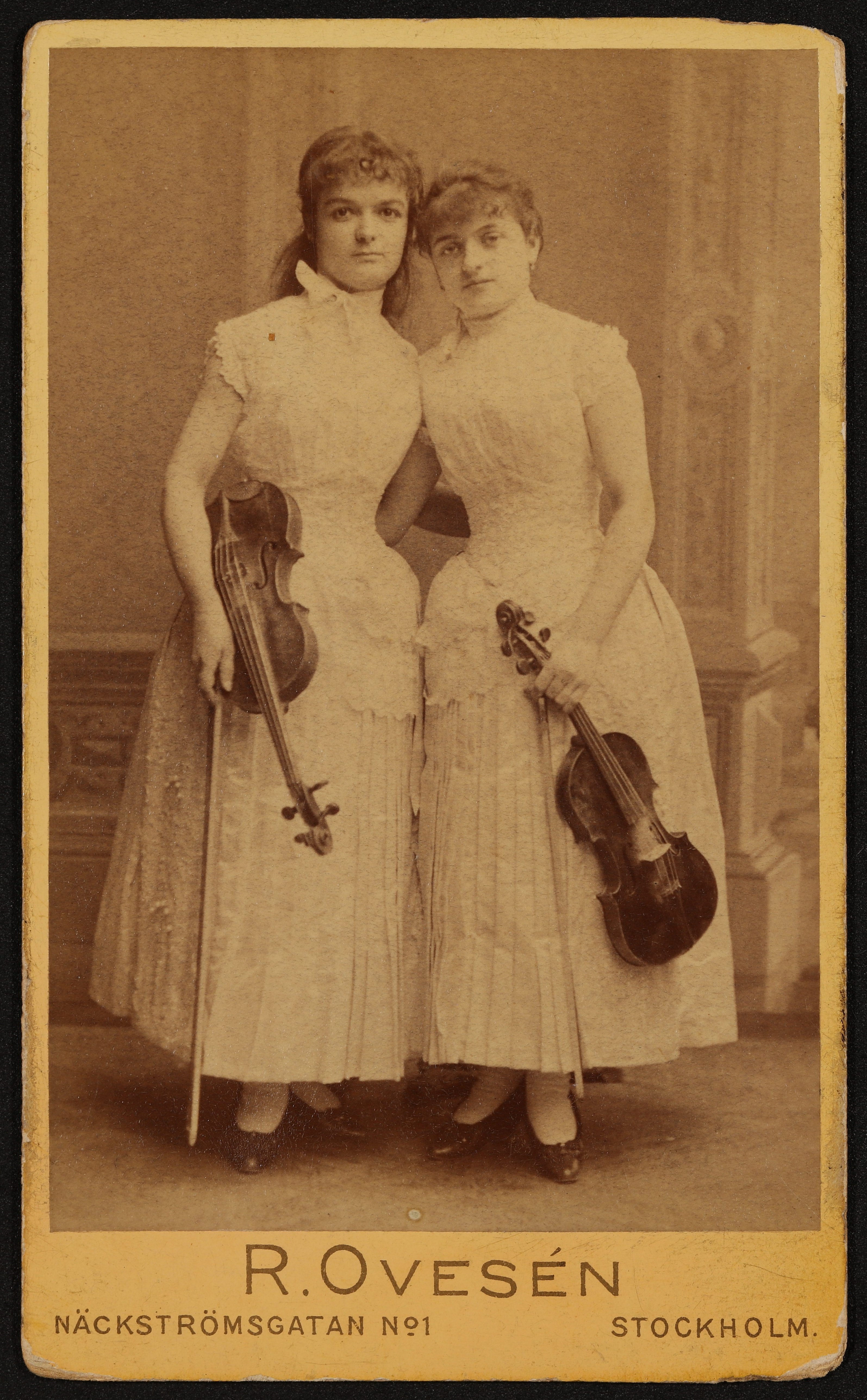
Clotilde und Adelaide Milanollo in Stockholm, Foto von Rasmus Ovesen

Clotilde Milanollo (* 1. November 1864 als Clotilde Filomena Maria Milanollo in Cuneo, Italien; † 19. Oktober 1937 in Hamburg) war eine deutsche Violinistin und Musikpädagogin italienischer Herkunft.

## Leben und Werk
Clotilde Milanollo war eine Tochter des Luthiers Carlo Milanollo (1831–1905) und dessen erster Ehefrau Lucia, geb. Quaranto. Sie wurde in den 1880er Jahren gemeinsam mit Adelaide Milanollo als „schwesterliches Violinvirtuosenduo“ bekannt. Beide standen in einem Verwandtschaftsverhältnis zu den berühmten Violinistinnen Teresa und Maria Milanollo. Im Gegensatz zu diesen waren sie jedoch keine leiblichen Schwestern, sondern Tante und Nichte. Aufgrund der anhaltenden Popularität des Violinschwesternduos Teresa und Maria Milanollo aus den 1840er Jahren wurden Clotilde und Adelaide jedoch ebenfalls als Violine spielendes „Schwesternduo“ vermarktet.
Clotilde Milanollo erhielt zunächst zusammen mit ihrer „Schwester“ Adelaide Unterricht und Förderung durch Teresa Milanollo. Anschließend studierten Clotilde und Adelaide am Pariser Konservatorium bei Lambert Massart. Nach Abschluss ihrer Ausbildung traten sie – ähnlich wie ihre berühmten Verwandten Teresa und Maria Milanollo – als „schwesterliches“ Violinduo in Italien, Frankreich, Deutschland und Russland auf. In Sankt Petersburg entstand im Atelier des Hoffotografen Anacleto Pasetti ein Porträtfoto der jungen Clotilde Milanollo, ein weiteres im Studio von Rasmus Ovesen bei einem Aufenthalt der beiden Musikerinnen in Stockholm.
1891 ließ sich Clotilde Milanollo in Hamburg nieder. Dort heiratete sie am 23. Mai 1891 den aus Köln stammenden Versicherungsbeamten Franz Joseph Galliat (1865–1943). Sie wirkte in zahlreichen Konzerten und war lange Jahre in Hamburg als Musikpädagogin tätig. Das Hamburger Adressbuch führt sie noch 1930 unter dem Namen Clotilde Galliat-Milanollo als Geigenlehrerin gemeinsam mit ihrem Ehemann an der Wohnadresse Finkenau 14 auf.
Clotilde Galliat-Milanollo starb am 19. Oktober 1937 kurz vor Vollendung ihres 73. Lebensjahres in Hamburg. Sie wurde auf dem Friedhof in Hamburg-Ohlsdorf bestattet.